# Titularbistum Mallus
Mallus (ital.: Mallo) ist ein Titularbistum der römisch-katholischen Kirche. 
Es geht zurück auf einen untergegangenen Bischofssitz in der antiken Stadt Mallos in der kleinasiatischen Landschaft Kilikien. Der Bischofssitz war der Kirchenprovinz Tarsos zugeordnet.
| Titularbischöfe von Mallus |                                      |                                                                                  |                  |                    |
| Nr.                        | Name                                 | Amt                                                                              | von              | bis                |
| 1                          | Benedykt Żuchowski                   | Weihbischof in Samogitien (Polen-Litauen)                                        | 14. April 1681   | 1700               |
| 2                          | Johann Edmund Gedult von Jungenfeld  | Weihbischof in Mainz (Deutschland)                                               | 12. Februar 1703 | 31. Juli 1727      |
| 3                          | Zsigmond József Berényi              |                                                                                  | 14. Juni 1728    | 30. September 1740 |
| 4                          | Edward Dicconson                     | Apostolischer Vikar von Northern District (Großbritannien)                       | 6. Oktober 1740  | 24. April 1752     |
| 5                          | Stanisław Jan Siestrzeńcewicz Bohusz | Weihbischof in Vilnius (Polen-Litauen)                                           | 12. Juli 1773    | 11. Dezember 1783  |
| 6                          | Jean-Baptiste Pallegoix MEP          | Apostolischer Koadjutorvikar von Siam Apostolischer Vikar von Ostsiam (Thailand) | 3. Juni 1838     | 18. Juni 1862      |
| 7                          | Manuel Antonio Palacios              | Koadjutorbischof von Paraguay (Paraguay)                                         | 16. März 1863    | 31. Januar 1865    |
| 8                          | Hermann Gleich                       | Weihbischof in Breslau (heute Polen)                                             | 10. August 1875  | 2. April 1900      |
| 9                          | Karol Józef Fischer                  | Weihbischof in Przemyśl (Polen)                                                  | 15. April 1901   | 21. September 1931 |
| 10                         | George Weld SJ                       | Apostolischer Vikar von Britisch-Guayana (Guyana)                                | 12. Januar 1932  | 22. Februar 1959   |
| 11                         | Joseph Peter Michael Denning         | Weihbischof in Brooklyn (USA)                                                    | 24. Februar 1959 | 12. Februar 1990   |